# William Edwardes (4. baron Kensington)
William Edwardes (ur. 11 maja 1835 w Londynie, zm. 7 października 1896 w Yetholm) – brytyjski arystokrata i polityk, syn Williama Edwardesa, 3. barona Kensington i Laury Ellison, córki Cuthberta Ellisona.
W 1868 został wybrany do Izby Gmin z ramienia Partii Liberalnej jako reprezentant okręgu Haverfordwest. Po śmierci ojca w 1872 odziedziczył tytuł 4. barona Kensington. Ponieważ tytuł ten był kreowany w parostwie Irlandii nie uprawniał on do zasiadania w brytyjskiej Izbie Lordów. Kensington zasiadał więc nadal w Izbie Gmin. W 1880  został członkiem Tajnej Rady i Kontrolerem Dworu Królewskiego (jednocześnie rządowym whipem w Izbie Gmin). Stanowiska te piastował do przegranej liberałów w wyborach 1885 r.
W tym samym roku zlikwidowano jego okręg wyborczy. W 1886 otrzymał tytuł barona Kensington w parostwie Zjednoczonego Królestwa i zasiadł w Izbie Lordów. Kiedy liberałowie powrócili na krótko do władzy w 1886, Kensington został Lordem-in-Waiting i rządowym whipem w Izbie Lordów. Po powrocie liberałów do władzy w 1892 r. Kensington został kaptanem Ochotników Gwardii. Stanowisko to utracił po porażce liberałów w 1895 r. Oprócz stanowisk rządowych piastował honorowy urząd Lorda Namiestnika Pembrokeshire.
19 września 1867 r. poślubił Grace Elizabeth Johnstone-Douglas (zm. 19 stycznia 1910), córkę Roberta Johnstone-Douglasa i lady Jane Douglas, córki 6. markiza Queensberry. William i Grace mieli razem czterech synów i pięć córek:
- William Edwardes (25 lipca 1868 - 24 czerwca 1900), 5. baron Kensington, zmarł z ran odniesionych podczas II wojny burskiej
- Gwendolen Edwardes (7 lipca 1869 - 6 września 1940), żona kapitana Williama Stirlinga-Home-Drummonda-Moraya, miała dzieci
- Sybil Laura Edwardes (11 stycznia 1871 - 11 lutego 1955), żona Williama de Wintona, miała dzieci
- Grace Louisa Edwardes (11 marca 1872 - 7 kwietnia 1957), żona Johna Lane'a, miała dzieci
- Hugh Edwardes (3 września 1873 - 3 marca 1938), 6. baron Kensington, weteran II wojny burskiej i I wojny światowej
- Winifred Edwardes (27 stycznia 1875 - 11 czerwca 1862), żona kapitana Waltera Koe'ego, nie miała dzieci
- Cecil Edwardes (31 maja 1876 - grudzień 1917), zginął podczas I wojny światowej, ożenił się z Marie Martin, miał dzieci
- major George Henry Edwardes (19 maja 1877 - 25 listopada 1930), ożenił się z Olive Kerr, miał dzieci
- Isobel Caroline Edwardes (14 lutego 1879 - 7 października 1934), żona majora Fredericka Barretta, miała dzieci